# Colelia
Colelia es una comuna rumana del condado de Ialomița.

## Historia
Hacia finales del siglo XIX la comuna, que ya por entonces pertenecía al distrito de Ialomița, tenía contabilizada una población de 1044 habitantes, de los cuales 1032 eran rumanos, 6 griegos, 4 alemanes y 2 húngaros.
En la segunda mitad del siglo XX la comuna seguía formando parte del condado de Ialomița. En el censo de 2021 la comuna tenía una población de 989 habitantes.